# Земля в культурі

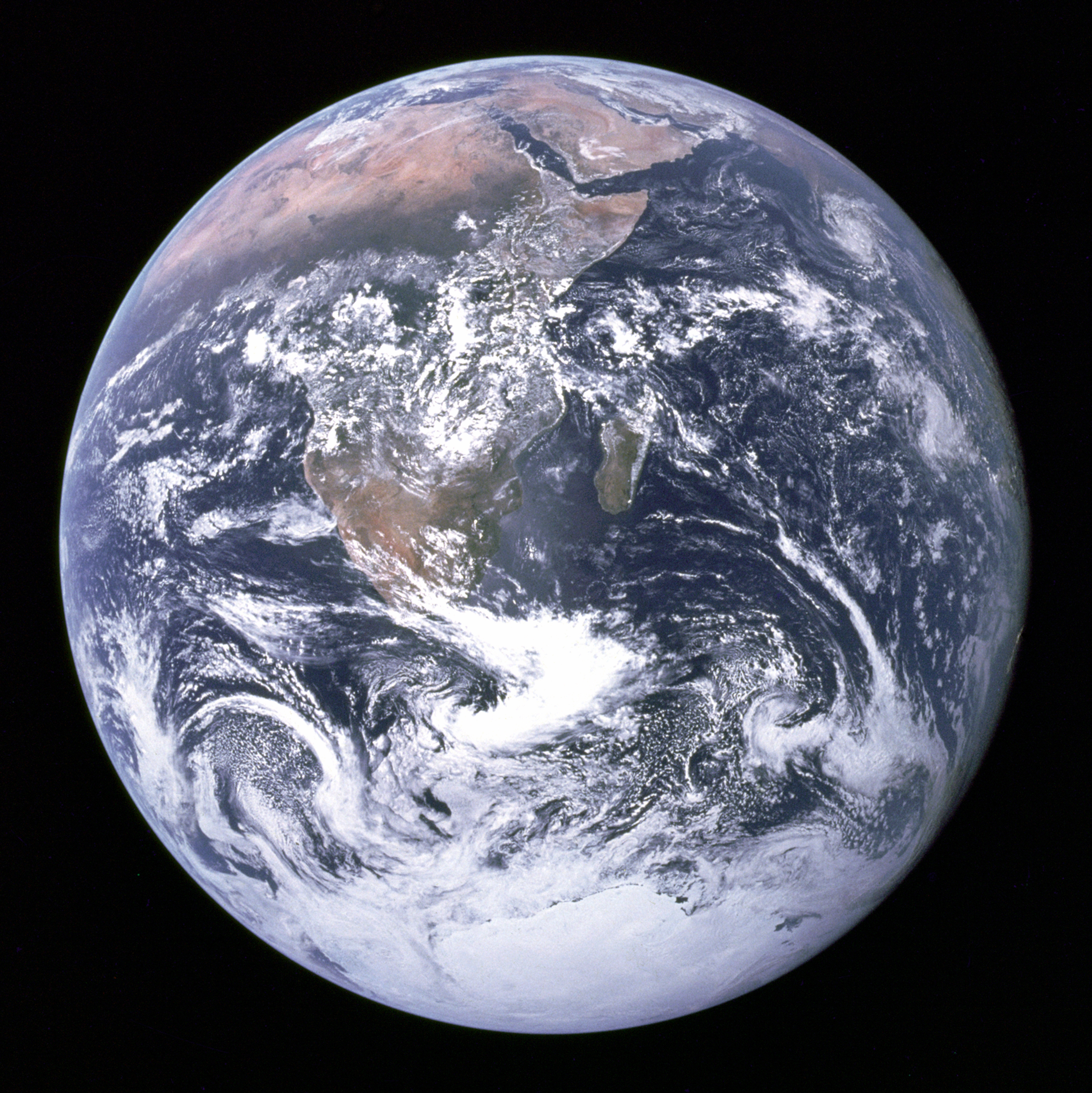
Фотографія Землі, зроблена з супутника Аполлон-17 у 1972 році.

Культурне сприйняття Землі, або світу в цілому відрізнялось у різні часи, та окремі суспільства також могли сприймати їх по-своєму. У системах вірувань часто є міф про створення та персоніфікація у вигляді божества. Географічні відкриття спричинили зміни у сприйнятті світу, через що Земля стала розглядатись, як глобальна екосистема. До XVI століття, на відміну від інших планет Сонячної системи, людство не сприймало Землю, як одну з планет.
Міфологія багатьох народів світу уособлювала Землю як божество, наприклад Гея у стародавніх греків. Священні тексти багатьох релігій містять розповіді про творіння Землі. Людські уявлення про форму Землі змінювалися з часом. Віра в пласку Землю поступилася уявленням про кулясту форму Землі з розвитком мореплавання. До 16 ст. здебільшого вважалося, що Земля є центром Всесвіту, але віра поступилася геліоцентризму, починаючи з часів Миколи Коперника.
Астрономічним знаком Землі є вписаний у коло рівнобедрений хрест, , відомий як сонячний хрест. Початковим астрономічним символом планети було королівське яблуко, .

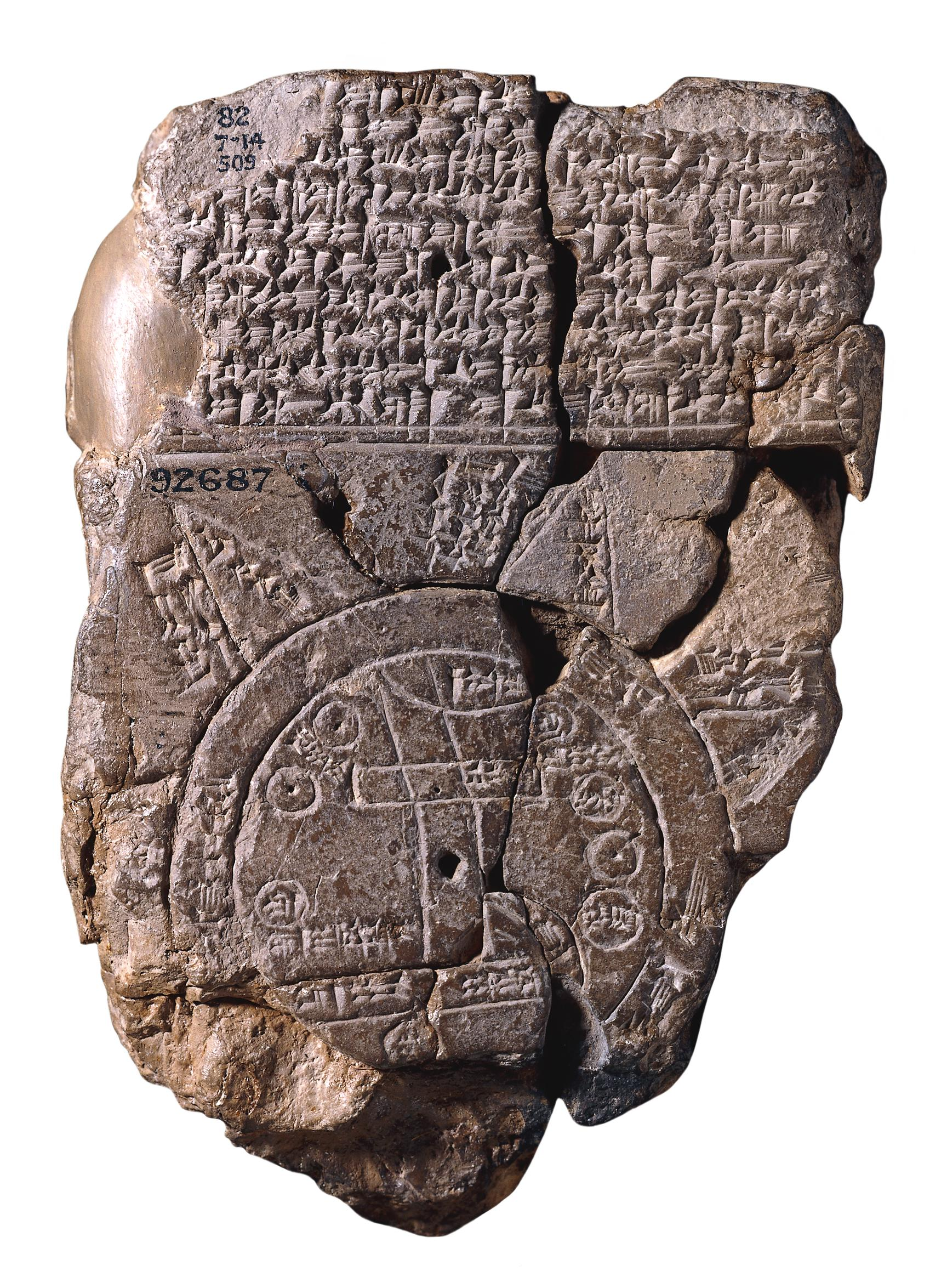
Вавилонська карта світу — найдавніша відома карта світу з 6 століття до нашої ери.

Із Землею були пов'язані поширені культи телуричних і хтонічних божеств, серед яких переважали жіночі божества. У багатьох культурах богиня-мати (або Мати-Земля) відтворюється як богиня родючості, процвітання та заможності. Ацтеки називали планету Тонан або Тонанцін — «наша мати», інки — Пачамама («Мати-Земля»). Китайська богиня землі Хоуту схожа на Гею, Мати-Землю у грецькій міфології. Індуси називали її Бхума Деві — «Богиня Землі», а слов'яни — Мокош. У скандинавській міфології богиня землі Йорда була матір'ю Тора. У давньоєгипетській міфології земля ототожнюється з чоловічим божеством Гебом.
Багато міфологій і релігійні вірування містять розповіді про створення землі втручанням Бога чи божеств. Різні релігійні групи, зокрема основоположні секти протестантизму та ісламу припускають, що опис створення світу, який міститься в їхніх священних книгах, є неспростовною істиною і має розглядатися беззаперечно, тобто замінити загальноприйнятий науковий погляд на утворення землі та розвиток життя на планеті. Наукова спільнота, а також інші (не згадані вище) релігійні групи, виступають проти цих тверджень. Одним із питань суперечки, є незгода з теорією еволюції, прихильників креаціонізму та розумного задуму.
У давнину було поширене уявлення про те, що Земля плоска. Народи Месопотамії уявляли світ плоским диском, оточеним океаном, а єгиптяни — квадратом. За уявленнями китайців, земля мала вигляд квадрата, у якому за допомогою стовпів височіло кругле небо Найдавніші відомі карти світу походять з Вавилонії та Греції Анаксімандр. Уявлення про кулясту Землю, яке виникло щонайменше у VI ст. до нашої ери — було відомо

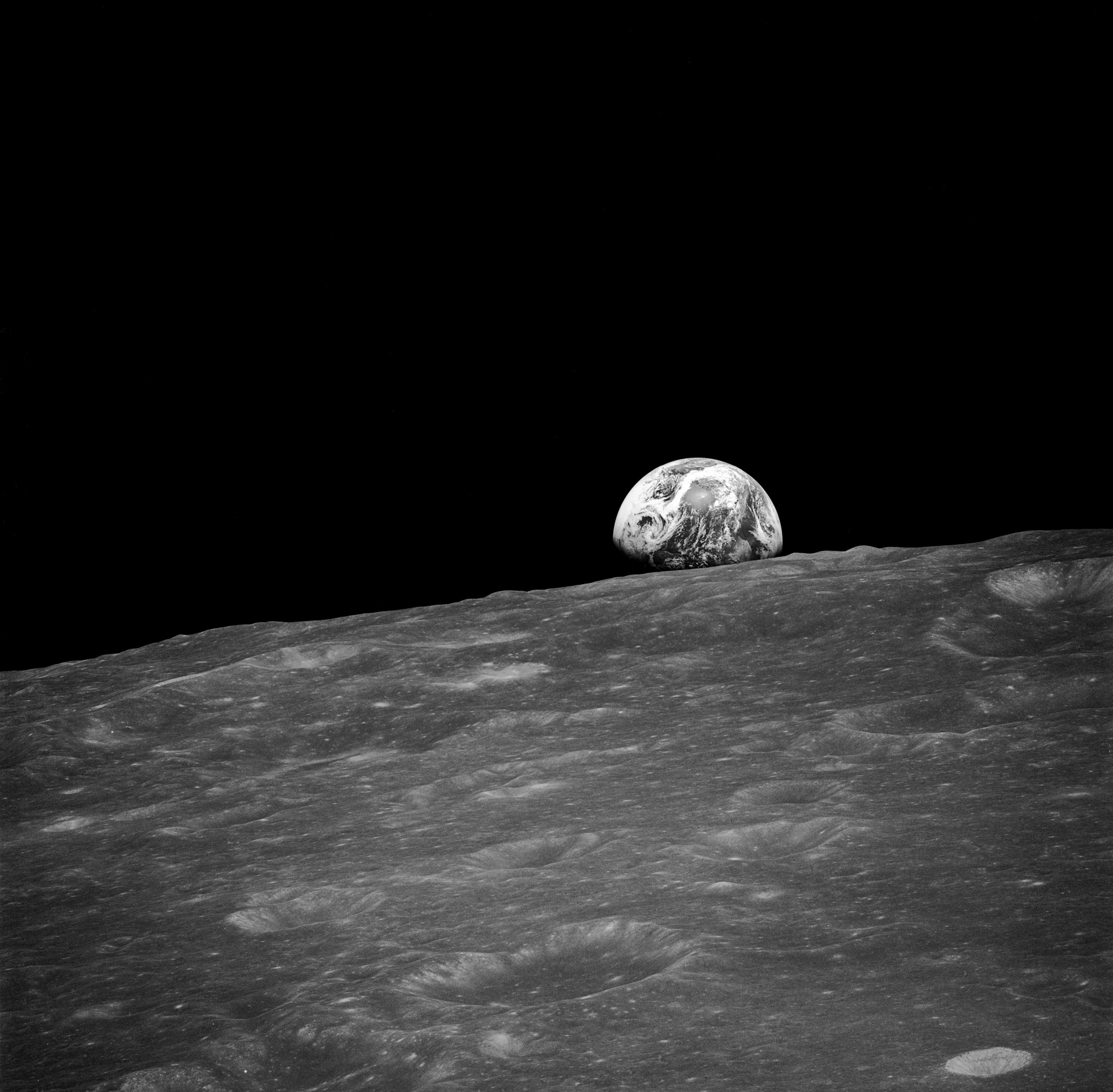
Схід Землі з Аполлона 8 з місячної орбіти

піфагорійцям, деякі з них також вважали, що Земля не є центром всесвіту. Після III століття до н. е. те, що планета кругла, визнавали всі освічені громадяни Греції та Риму. Близько 240 року до н. е. Ератосфен визначив коло планети (з похибкою вимірювання 5-10 %) та нахил осі щодо площини екліптики.
У Середньовіччя, за небагатьма винятками, в Європі не було освічених людей, які б вірили в те, що Земля плоска, і книга Сакробоско «Про сфери», видана в XIII столітті, стала основним навчальним підручником на чотири століття поспіль. Попри це, думка про дуже популярну в більш ранні епохи віру в «пласку Землю», поширена й дотепер (2020-ті).
Технічний розвиток мореплавства і кораблебудування привів до часів великих географічних відкриттів на межі 15—16 ст. 1488 року, Бартоломеу Діаш обігнув мис Доброї Надії, 1492 року Колумб досяг берегів Америки, що започаткувало європейську колонізацію континенту, а 1498 року, Васко да Гама відкрив морський шлях в Індію. У 1519—1521 роках Фернан Магеллан став першим європейцем, котрий здійснив навколосвітню подорож. Оприлюднена 1543 року книга Миколая Коперника «Про обертання небесних сфер», містить теорію геліоцентричної будови світу і стверджує, що Земля обертається навколо Сонця. Це замінило птолемеївський геоцентризм, згідно з яким Земля була центром Всесвіту. 1570 року Абрагам Ортеліус першим видав упорядковану збірку карт світу — Theatrum Orbis Terrarum. У 1585—1595 роках Герард Меркатор також видав збірку карт, яку він назвав атласом, маючи на увазі міфологічний Атлас.

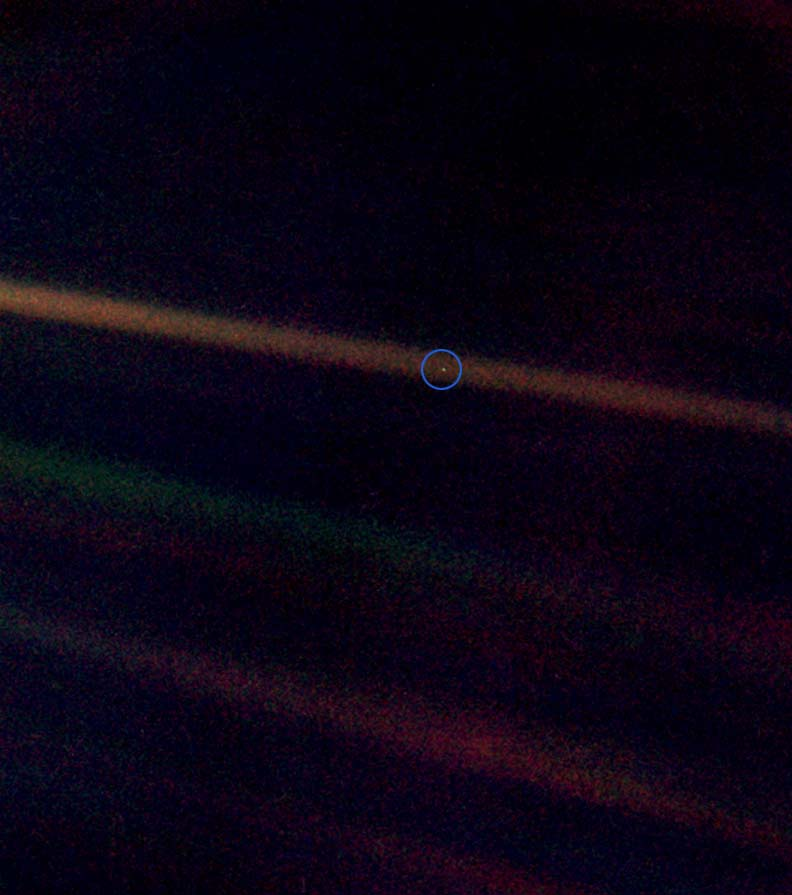
Бліда блакитна цятка — фотографія Землі, зроблена зондом «Вояджер-1» з відстані понад 6 млрд км.

Перше зображення Землі з космосу (з висоти 105 км) отримано 24 жовтня 1946 камерою, розміщеною на ракеті Фау-2, запущеної в США з ракетного полігону Уайт-Сендс. Найперші знімки Землі з навколоземної орбіти зробив супутник Explorer 6 1959 року. Юрій Гагарін 1961 року став першою людиною, яка спостерігала планету з космосу. 1968 року екіпаж «Аполлона-8» першим спостерігав сходження Землі з місячної орбіти та зробив славетний знімок «Сходження Землі». 1972 року екіпаж «Аполлона-17» зробив відомий знімок «Блакитна іграшкова куля» з навколоземної орбіти. На ньому видно земну кулю із затягнутим хмарами блакитним океаном, який розділений зелено-коричневими континентами. Це одне з найвідоміших зображень в історії та один з небагатьох знімків цілком освітленої планети. Водночас знімок 1990 року, на якому «Вояджер-1» залишає Сонячну систему, надихнув Карла Сагана назвати його «Бліда блакитна цятка».
За останні два століття з'явилися суспільні напрями, які привертають увагу стосовно недоброго впливу людини на планету. Пропонована протидія полягає в захисті довкілля, зокрема завдяки стеженню над природними ресурсами (наприклад, водними та лісовими), боротьбі із забрудненням та ощадливому використанню землі. Екологи, тобто міжнародні організації — Грінпіс та Всесвітній фонд дикої природи — закликають до зміни соціальної політики та ощадливого використання сировинних запасів, зокрема невідновлюваних джерел, як от нафта. Цим закликам протистоять деякі підприємства міста й організації, що вказують на потрібні додаткові грошові витрати щодо захисту довкілля. З 1960-х років дехто тлумачив планету як «Космічний корабель Земля» із системою життєзабезпечення, що потребує постійного догляду. Існує також гіпотеза Геї, яка передбачає, що біосфера Землі та фізичні чинники, становлять єдиний цілісний організм. Всесвітній день Землі відзначається 22 квітня з 1970-х років. 2008 рік був оголошений ООН під егідою ЮНЕСКО Міжнародним роком планети Земля (МРЗ). Ця найбільша глобальна ініціатива в галузі геонаук на сьогодні має на меті представити важливість і переваги сучасних геонаук для суспільства та сталого розвитку. Численні заходи та міждисциплінарні проєкти на міжнародному та національному рівнях тривали з 2007 по 2009 роки протягом трьох років.